# Ymeray
Ymeray és un municipi francès, situat al departament de l'Eure i Loir i a la regió de Centre – Vall del Loira. L'any 2007 tenia 583 habitants.

## Demografia

### Població
El 2007 la població de fet de Ymeray era de 583 persones. Hi havia 212 famílies, de les quals 43 eren unipersonals (8 homes vivint sols i 35 dones vivint soles), 65 parelles sense fills, 85 parelles amb fills i 19 famílies monoparentals amb fills.
La població ha evolucionat segons el següent gràfic:
Habitants censats

### Habitatges
El 2007 hi havia 259 habitatges, 220 eren l'habitatge principal de la família, 30 eren segones residències i 9 estaven desocupats. 257 eren cases i 2 eren apartaments. Dels 220 habitatges principals, 198 estaven ocupats pels seus propietaris, 17 estaven llogats i ocupats pels llogaters i 5 estaven cedits a títol gratuït; 10 tenien dues cambres, 37 en tenien tres, 56 en tenien quatre i 118 en tenien cinc o més. 169 habitatges disposaven pel capbaix d'una plaça de pàrquing. A 82 habitatges hi havia un automòbil i a 120 n'hi havia dos o més.

### Piràmide de població
La piràmide de població per edats i sexe el 2009 era:
| Homes | Edats   | Dones |
| ----- | ------- | ----- |
| 0     | 95 o +  | 0     |
| 0     | 90 a 94 | 0     |
| 0     | 85 a 89 | 4     |
| 0     | 80 a 84 | 4     |
| 4     | 75 a 79 | 8     |
| 8     | 70 a 74 | 16    |
| 12    | 65 a 69 | 8     |
| 16    | 60 a 64 | 16    |
| 24    | 55 a 59 | 20    |
| 16    | 50 a 54 | 24    |
| 20    | 45 a 49 | 20    |
| 28    | 40 a 44 | 12    |
| 16    | 35 a 39 | 24    |
| 24    | 30 a 34 | 24    |
| 16    | 25 a 29 | 12    |
| 12    | 20 a 24 | 12    |
| 16    | 15 a 19 | 4     |
| 12    | 10 a 14 | 20    |
| 24    | 5 a 9   | 16    |
| 32    | 0 a 4   | 8     |

## Economia
El 2007 la població en edat de treballar era de 383 persones, 306 eren actives i 77 eren inactives. De les 306 persones actives 294 estaven ocupades (156 homes i 138 dones) i 12 estaven aturades (5 homes i 7 dones). De les 77 persones inactives 26 estaven jubilades, 38 estaven estudiant i 13 estaven classificades com a «altres inactius».

### Ingressos
El 2009 a Ymeray hi havia 229 unitats fiscals que integraven 613,5 persones, la mediana anual d'ingressos fiscals per persona era de 20.894 €.

### Activitats econòmiques
Dels 22 establiments que hi havia el 2007, 1 era d'una empresa extractiva, 2 d'empreses alimentàries, 2 d'empreses de fabricació d'altres productes industrials, 4 d'empreses de construcció, 2 d'empreses de comerç i reparació d'automòbils, 2 d'empreses de transport, 1 d'una empresa d'informació i comunicació, 1 d'una empresa financera, 5 d'empreses de serveis i 2 d'entitats de l'administració pública.
Dels 5 establiments de servei als particulars que hi havia el 2009, 1 era un taller de reparació d'automòbils i de material agrícola, 1 paleta, 2 fusteries i 1 lampisteria.
Dels 2 establiments comercials que hi havia el 2009, 1 era una fleca i 1 una botiga de roba.

## Equipaments sanitaris i escolars
El 2009 hi havia una escola elemental.

## Poblacions més properes
El següent diagrama mostra les poblacions més properes.